# Julia Díaz
Julia Díaz (Cojutepeque, 23 de mayo de 1917 - San Salvador, 22 de octubre de 1999) fue pintora, gestora cultural y fundadora de la primera galería de arte en El Salvador.

## Trayectoria
Fue alumna de Valero Lecha, pintor español radicado en El Salvador, al igual que Noé Canjura y Raúl Elas Reyes. Obtuvo una beca del gobierno de El Salvador en 1948 para realizar estudios en Europa, donde se quedó durante seis años, en los cuales recorrió Francia, Alemania, Holanda y Bélgica. Esto influyó en su obra, en la que reinterpretó lo cotidiano con una visión fantástica de la realidad, influenciada por el impresionismo, el realismo francés y el surrealismo.  
Retornó a su país en el año 1953 y para 1954, desatendiendo el entorno desfavorable para la creación artística, fundó su propio estudio pictórico que se convertiría en centro de artistas e intelectuales, mientras ella pasaría a convertirse en una conocida promotora del arte.
Dicho estudio se transformó en la primera galería de arte salvadoreña en el año 1958 con el nombre de Galería Forma, ubicada en la calle Rubén Darío de San Salvador. Sin embargo, debido a un sismo del año 1965 el inmueble quedó destruido por lo que debió trasladarse a la colonia Providencia.
En 1982, Díaz, junto a varios admiradores de su obra, dieron nacimiento a la «Fundación Julia Díaz», ente dedicado a la promoción de las artes.  Para el 1 de marzo de 1983 se inauguró el Museo Forma, el primero de su clase en El Salvador, que contenía su colección privada de pinturas de autores nacionales, la más importante del país. Nuevamente el proyecto de la pintora quedaría truncado por otro sismo, esta vez con el terremoto de 1986, por lo que la colección pasó a manos del Patronato Pro Patrimonio Cultural en las cercanías del Monumento al Divino Salvador del Mundo. 
Julia Díaz pasó los últimos años de su vida aquejada por enfermedades, casi ciega, confinada a una silla de ruedas, y envuelta en  pleitos patrimoniales. Falleció el año 1999. Sin embargo, el 2008 la fundación  reabrió las puertas el Museo Forma en el mismo local del Patronato.
En vida la artista recibió una mención honorífica en la VI Bienal del Museo de Arte Moderno de São Paulo (1961), y sus lienzos, de acuerdo a Bernardo Cevallos: «tratan sobre la maternidad, niños de escasos recursos algunos con rostros macabros, sobre todo los que pintó durante la década de los ochenta».

### Etapas de su obra
Obra temprana, influencia geométrica y expresionista y obra tardía son las tres etapas en que se suele dividir la obra de Julia Díaz. Se interesó por retratos y paisajes, aunque su manera de retratar a la niñez se volvió característica de su obra; además, su representación de madres e hijos permite intuir el reflejo de su percepción de lo social.
Sobre su obra temprana, Rodolfo Molina (curador de su obra para el Museo de Arte, MARTE) la inicia con su formación con Valero Lecha en 1938, con quien estudia cinco años y sigue parámetros de la pintura española de esa época. La continúa con lo que Díaz expone en Norteamérica y República Dominicana en 1943; luego la pintora regresa a El Salvador, donde el Gobierno la beca para estudiar en Europa de 1948 a 1954. "Trabajadores" es una de las obras que sobresale de esta etapa, y sus cambios de estilo comienzan a verse en los retratos.
Su segunda etapa viene de estar expuesta a la influencia de movimientos modernistas en Europa a inicios del siglo XX, y al expresionismo que se desarrolló en Alemania, de donde Julia Díaz retoma los retratos. La influencia geométrica, "un lenguaje latinoamericano y una temática apegada a la realidad salvadoreña" se ven en su reiteración sobre las maternidades y los grupos familiares. Se expresa de manera más personal, y "Maternidad roja" y "Cuatro figuras" son ejemplos de este tiempo.
Su obra tardía es cuando Julia Díaz pinta de manera más libre, pero manteniendo sus temáticas de interés. Suaviza la línea y las figuras son más bien sugeridas. Su estilo personal se vuelve más afín a la vanguardia latinoamericana de los años setenta. Dos de sus pinturas de este momento son "Primera Comunión" y "Monja".